# (6298) Sawaoka
(6298) Sawaoka est un astéroïde de la ceinture principale.

## Description
(6298) Sawaoka est un astéroïde de la ceinture principale. Il fut découvert le 1er décembre 1988 à Chiyoda par Takuo Kojima. Il présente une orbite caractérisée par un demi-grand axe de 3,11 UA, une excentricité de 0,27 et une inclinaison de 3,8° par rapport à l'écliptique.

## Compléments